# История на жените
История на жените (на английски: Women's history) е изследване на женския опит и роля в световната история .
Начало на това поле на изследване се смята обикновено Първата бъркширска конференция върху историята на жените, проведена в Дъглас колидж, САЩ, през 1973 .
„Много често историята на жените се отъждествява с историята на феминизма. Последната обаче е само един от възможните ракурси към историческото минало на женския пол, а историята на жените не е ограничена до тесните рамки на феминисткото политическо движение през модерната епоха.“ 